# Uhingen
Uhingen é uma cidade da Alemanha, no distrito de Göppingen, na região administrativa de Estugarda , estado de Baden-Württemberg.